# Histopona egonpretneri
Histopona egonpretneri är en spindelart som beskrevs av Christa L. Deeleman-Reinhold 1983. Histopona egonpretneri ingår i släktet Histopona och familjen trattspindlar.
Artens utbredningsområde är Kroatien. Inga underarter finns listade i Catalogue of Life.